# Federico D’Incà
Federico D’Incà (ur. 10 lutego 1976 w Belluno) – włoski polityk i ekonomista, poseł do Izby Deputowanych XVII i XVIII kadencji, w latach 2019–2022 minister.

## Życiorys
Ukończył studia z zakresu ekonomii i handlu na Università degli Studi di Trento. Pracował w sektorze prywatnym, był m.in. analitykiem do spraw zarządzania IT. W 2010 dołączył do Ruchu Pięciu Gwiazd. W wyborach w 2013 po raz pierwszy uzyskał mandat posła do Izby Deputowanych. W 2018 z powodzeniem ubiegał się o parlamentarną reelekcję.
We wrześniu 2019 objął stanowisko ministra do spraw kontaktów z parlamentem w nowo powołanym drugim rządzie Giuseppe Contego. Pozostał na tej funkcji również w utworzonym w lutym 2021 gabinecie Maria Draghiego. Zakończył urzędowanie w październiku 2022, wcześniej w tym samym roku zrezygnował z członkostwa we frakcji M5S.